# 祖安·史摩
祖安·史摩（西班牙語：Joan Smalls Rodriguez；1988年7月11日—），是一位波多黎各超級名模。她是高級時裝品牌：Chanel、Calvin Klein Jeans、Gucci的代言人。祖安上過Vogue Italia、W及V等雜誌封面或內頁，也有參與Givenchy、Balmain、Stella McCartney等著名時裝及奢侈品的時裝展。2012年起，她正式接任勞拉·斯通，在Models.com封后成為眾模之首，亦是繼莉雅·琦比德的第二位黑人眾模之首。

## 外部連結
- 祖安·史摩的Facebook專頁
- 祖安·史摩的Instagram帳戶

| 前任： 勞拉·斯通 | 超級名模世界排名歷年第一位 2012-現任 | 繼任： TBA |